# ذراعين (الحد)

تعديل مصدري - تعديل

ذراعين هي إحدى قرى عزلة الحد بمديرية الحد التابعة لمحافظة لحج، بلغ تعداد سكانها 90 نسمة حسب تعداد اليمن لعام 2004.